# Kathrin Neimkeová
Kathrin Neimkeová (* 18. července 1966, Magdeburk, Sasko-Anhaltsko) je bývalá německá atletka, jejíž specializací byl vrh koulí. Dříve reprezentovala NDR.
V roce 1987 získala stříbrnou medaili na druhém mistrovství světa v Římě. Ve finále prohrála jen s Nataljou Lisovskou ze Sovětského svazu, která zvítězila o pouhé tři centimetry. S Lisovskou prohrála ve stejném roce také na světové letní univerziádě v Záhřebu. O rok později vybojovala bronzovou medaili na halovém ME v Budapešti a stříbrnou medaili na letních olympijských hrách v Soulu.
V roce 1990 získala bronz na mistrovství Evropy ve Splitu. Její nejdelší pokus měřil 19,96 m. Na čtvrtém místě skončila Claudia Loschová ze Západního Německa, která hodila o čtyři centimetry méně. Na letních olympijských hrách v Barceloně 1992 a o rok později na mistrovství světa ve Stuttgartu získala bronzové medaile.
V roce 1995 se stala v Barceloně po diskvalifikaci Rusky Larisy Pelešenkové halovou mistryní světa. Na světovém šampionátu v Göteborgu 1995 skončila těsně pod stupni vítězů, čtvrtá. O rok později reprezentovala na letních olympijských hrách v Atlantě, kde se ve finále umístila na sedmém místě.

## Osobní rekordy
- hala - (20,94 m - 3. února 1988, Senftenberg)
- venku - (21,21 m - 5. září 1987, Řím)